# Atrévete (telenovela)
Atrévete es una telenovela venezolana producida por la extinta cadena RCTV en 1986, basada en La señorita Elena de Delia Fiallo, protagonizada por Caridad Canelón y Pedro Lander. Cuenta la historia de una maestra y un niño rico, rebelde , alumno particular de ésta que a lo largo de los capítulos logra ser educado en el amor  y la aceptaciòn. Su padre Armando Morales se enamora de la abnegada maestra que tiene un oscuro pasado tregiversado por su malvado hermano. 

## Elenco
- Caridad Canelón - Mariela Román de Morales
- Pedro Lander - Armando Morales
- Alberto Álvarez  -Wilfrido Peña
- Dilia Waikkarán - Carmela
- Carlos Cámara Jr. - Juan Carlos
- Nancy González - Charo
- Belén Marrero - Sandra Moretti
- Haydée Balza - Barbie
- Nohely Arteaga - Ana Sánchez
- Miguel Alcántara - Marco
- Laura Brey - Diana
- Néstor Maldonado - Robertico
- Elisa Stella - Doña Amanda
- Violeta González
- Rosario Prieto - Daría Sepúlveda
- Julio Capote
- Ignacio Navarro
- Scarlet Villalobos - Tinita
- Verónica Doza
- Dante Carlé
- América Barrios
- Nury Flores - "La Piroca"

## También actúan
- Leonardo Oliva
- Ingrid Smith
- Lula Bertucci
- Coromoto Roche- Desirée
- Ana Massimo
- Carlos Montilla
- Aidita Artigas
- Lucila D' Avanzo
- Miguel Pérez
- Reina Luces
- Virginia Urdaneta
- José González
- Milton Izquierdo
- Judith Vásquez
- Mario Cartier
- Héctor Izturde
- Zaida Báez
- Nelson Sánchez
- Zamira Segura
- Rolando Marreiro
- Cristóbal Medina
- María Nieves
- Tibisay Gómez
- Virginia Vera
- Guillermo Arenas
- Osvaldo Paiva
- Juan Galeno
- Jesús Osto
- Orangel Vargas

## Producción
- Original de: Delia Fiallo
- Libretos: Alicia Barrios, Vivel Nouel, Alicia Cabrera y Humberto "Kico" Olivieri
- Tema musical: "Atrévete"
- Letra y música: Luis G. González
- Arreglos: Rafael Medina
- Intérprete: Caridad Canelón
- Musicalización: Mario Corro, Oscar García Lozada
- Arreglos musicales: Luis E. Mauri
- Coordinación: José Di Puglia
- Escenografía: Carlos A. Sánchez
- Edición: Tirso Padilla
- Producción: Henry Márquez
- Dirección: César Enríquez

## Versiones
- La señorita Elena (1967) , producida por Venevisión (Venezuela) y protagonizada por Marina Baura y José Bardina.

- La señorita Elena (1975), producida por Venevisión (Venezuela) y protagonizada por Ada Riera y José Luis Rodríguez "El Puma".

- Vivo por Elena (1998), producida por Televisa (México) y protagonizada por Victoria Ruffo y Saúl Lisazo.